# 봉원초등학교
봉원초등학교는 대한민국 경상남도 진주시에 있는 공립 초등학교이다.

## 학교 연혁
- 2015.04.26 본관동 개축
- 2015.12.02 다온관(체육관) 개관
- 2003.10.31 학교도서관 활성화 사업 완료
- 1983.03.01 병설유치원 개원
- 1967.05.31 봉원국민학교 개교(15학급, 중안국민학교에서 분리)
- 1966.10.29 봉원초등학교 설립인가

## 참고 자료
- 봉원초등학교 - 한국교육학술정보원 학교알리미